# Zalaegerszeg
Zalaegerszeg é uma cidade e um condado urbano (megyei jogú város em húngaro) da Hungria. Zalaegerszeg é a capital do condado de Zala.